# Christiane Marlet
Christiane Marlet (* 27. September 1954 in La Roche-sur-Yon) ist eine ehemalige französische Leichtathletin, die sich auf den Sprint spezialisiert hat.

## Sportliche Laufbahn
Christiane Marlet trat international nur bei den Halleneuropameisterschaften 1972 in Grenoble mit der 4-mal-180-Meter-Staffel an und gewann dort in 1:27,6 min gemeinsam mit Michèle Beugnet, Claudine Meire und Nicole Pani die Silbermedaille hinter dem Team aus der Bundesrepublik Deutschland. 